# كبار الزعانف
كِبار الزَّعانف هو جنس حيتان من فصيلة الهراكلة.